# Matthew Crampton
Matthew Crampton (Manchester, 22 de maig de 1986) és un ciclista britànic especialista en pista.

## Palmarès
- 2004
  -  Campió d'Europa júnior en Velocitat
  -  Campió del món júnior en Keirin
- 2005
  -  Campió del Regne Unit de velocitat per equips (amb Jason Kenny i Joshua Hargreaves)
  -  Campió del Regne Unit en Keirin
- 2007
  -  Campió del Regne Unit en Keirin
- 2008
  -  Campió d'Europa sub-23 en Keirin[2]
  -  Campió del Regne Unit en Quilòmetre
  -  Campió del Regne Unit en Keirin
  -  Campió del Regne Unit de velocitat per equips (amb David Daniell i Christian Lyte)
- 2010
  -  Campió del Regne Unit de velocitat per equips (amb Chris Hoy, Ross Edgar i Jason Kenny)[2]
- 2011
  -  Campió d'Europa en Persecució per equips[2]
- 2012
  -  Campió del Regne Unit en Keirin
- 2013
  -  Campió del Regne Unit de velocitat per equips (amb Kian Emadi i Jason Kenny)
- 2015
  -  Campió del Regne Unit en Keirin[2]
  -  Campió del Regne Unit de velocitat per equips (amb Philip Hindes i Jason Kenny)[2]

### Resultats a laCopa del Món
- 2006-2007
  - 1r a Moscou i Los Angeles, en Velocitat per equips
- 2010-2011
  - 1r a Melbourne, en Velocitat per equips[2]
- 2013-2014
  - 1r a Aguascalientes, en Keirin[2]